# Pseudepipona semiaethiopica
Pseudepipona semiaethiopica är en stekelart som först beskrevs av Giordani Soika.  Pseudepipona semiaethiopica ingår i släktet Pseudepipona och familjen Eumenidae. Inga underarter finns listade i Catalogue of Life.